# باوليوس جانكوناس
باوليوس جانكوناس مواليد 29 أبريل 1984، هو لاعب كرة سلة ليتواني ويحمل الرقم 13. يبلغ طوله 6 قدم 9 بوصة (2.1 م).

## فرق لعب لها
- خيمكي (كرة سلة)

## الميداليات
| الميدالية | المسابقة                         |
| --------- | -------------------------------- |
| برونزية   | بطولة كأس العالم لكرة السلة 2010 |
| برونزية   | بطولة أمم أوروبا لكرة السلة 2007 |

## روابط خارجية
- باوليوس جانكوناس على موقع الاتحاد الدولي لكرة السلة (الإنجليزية)
- باوليوس جانكوناس على موقع الدوري الأوروبي لكرة السلة (الإنجليزية)
- باوليوس جانكوناس على موقع كرة السلة الأوروبية.كوم (الإنجليزية)
- باوليوس جانكوناس على موقع DraftExpress.com (الإنجليزية)
- باوليوس جانكوناس على موقع ريلجم (الإنجليزية)
- باوليوس جانكوناس على موقع بروبوليرز (الإنجليزية)
- باوليوس جانكوناس على موقع سبورتس رفرنس (الإنجليزية)
- باوليوس جانكوناس على موقع أوليمبيديا (الإنجليزية)
- باوليوس جانكوناس على موقع اللجنة الأولمبية الليتوانية (الليتوانية)